# 拉卡韦萨德韦哈尔
拉卡韦萨德韦哈尔，是西班牙卡斯蒂利亚-莱昂萨拉曼卡省的一个市镇。 总面积14平方公里，总人口101人（2001年），人口密度7人/平方公里。